# Alain Mabanckou
Alain Mabanckou (Pointe-Noire, 1966. február 24. –) francia regényíró, újságíró, költő és egyetemi tanár.
Francia nyelven publikál, francia állampolgár, bár a Kongói Köztársaságban született. Jelenleg irodalmat tanít az Amerikai Egyesült Államokban. Írásai elsősorban Afrika, és a Franciaországban élő afrikaiak helyzetét mutatják be.

## Élete
A Kongói Köztársaságban született, egyke. Édesanyja, aki nem tudott olvasni, piaci árus, apja pedig szállodai alkalmazott volt. Hat afrikai nyelven (Bembé, Lingala, Laari, Munukutuba, Vili, Kamba) tud, franciául hatévesen tanult meg az iskolában.
Gyermekkorát Pointe-Noire-ban töltötte. Jogi tanulmányokat folytatott a Marien Ngouabi Egyetemen Brazzaville-ben. 22 évesen kapott egy állami ösztöndíjat Franciaországba. Miután megszerezte mesterszakos jogi diplomáját a Paris-Dauphine Egyetemen, tíz évig a Suez-Lyonnaise des Eaux-nak dolgozott, jogászként.
Már Franciaországba településekor voltak lírai művei, melyeket huszonöt évesen publikált. Első verseskötete alig száz példányban kelt el, az igazi sikert első regénye, a címében a francia zászlóra utaló Bleu-Blanc-Rouge hozta meg számára 1999-ben.
2002-ben meghívást kapott a Michigani Egyetemre, 2006-tól pedig a University of California Los Angeles oktatója: frankofón irodalmat tanít, franciául. Jelenleg Santa Monicában él.

## Írásai
Azután kezdett komolyabb az írással foglalkozni, miután első regényével (Bleu-Blanc-Rouge) elnyerte a Grand Prix díjat 1999-ben. Azóta lírát és prózát is publikál, bár elsősorban regényeiről híres. Legismertebb művei közé tartozik a Bret Easton Ellis hatására írt Afrikai Psycho című regénye, mely egy elképzelt afrikai sorozatgyilkos, Gregoire Nakobomayo nézőpontjából íródott.
2005-ben jelent meg Törött pohár (Verre cassé) című műve, ami egy kocsmában játszódik. A szöveg ritmikájával Mabanckou a kongói nyelv lüktetését próbálta érzékeltetni. A Törött pohár több színpadi feldolgozást is megért, angol nyelven 2009-ben adták ki.
2006-ban jelent meg Memoires de porc-épic , mely révén Mabanckou a legmagasabb francia irodalmi kitüntetés, a Prix Renaudot birtokosa lett. A mágikus realizmustól ihletett szöveg egy afrikai mítosz átdolgozása.
Black Bazar című kötete 2009-ben jelent meg. Helyszíne egy párizsi afro-kubai bár, a regény az Afrika különböző részeiről Franciaországba vándoroltak életét mutatja be. A kötet kapcsán egy zenei album is létrejött, s Mabanckou forgatókönyvet is írt belőle – az ebből készült film várhatóan 2013-ra készül el.
Tizenhat nyelvre fordították le műveit. Magyarul egyedül a Törött pohár című kötete jelent meg 2012-ben az Európa Kiadónál, Székely Éva Mária fordításában.

## Regényei
- Bleu-Blanc-Rouge, 1998
- L'enterrement de ma mère, 2000
- Et Dieu seul sait comment je dors, 2001
- Les Petits-fils nègres de Vercingétorix, Serpent à Plumes, 2002
- African Psycho, 2003
- Verre cassé, 2005
- Mémoires de porc-épic, 2006
- Propos coupés-décalés d'un Nègre presque ordinaire, 2006
- Black Bazar, 2009
- Demain j'aurai vingt ans, 2010

## Verseskötetei
- Au jour le jour, 1993
- La légende de l'errance, 1995
- L'usure des lendemains, 1995
- Les arbres aussi versent des larmes, 1997
- Quand le coq annoncera l'aube d'un autre jour, 1999
- Tant que les arbres s'enracineront dans la terre, 2007

## Magyarul megjelent művei
- Törött pohár; ford. Székely Éva Mária; Európa, Bp., 2012

## Külső hivatkozások
Alain Mabanckou hivatalos honlapja: https://web.archive.org/web/20120621203231/http://www.alainmabanckou.net/